# André Roelof Scholten

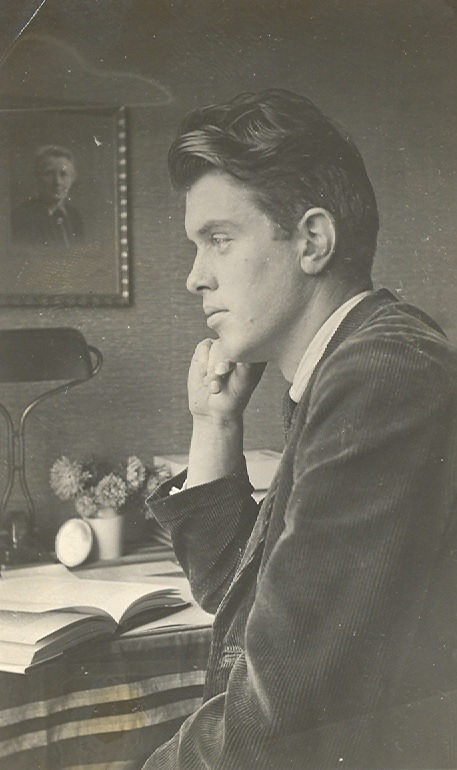
André Roelof Scholten als student

André Roelof Scholten (Arnhem, 4 augustus 1910 – Schingen, 1 november 1944) was een Fries dichter en predikant.

## Biografie
Scholten was een zoon van de spoorwegarbeider Koop Scholten (1872-1923) en Antje Gerbens (1870-1956); nadat zijn vader werk kreeg in Friesland verbleef hij de rest van zijn leven in die provincie, met onderbreking van zijn studiejaren. Hij ging vanaf 1923 naar het Stedelijk Gymnasium in Leeuwarden waar hij in 1929 slaagde voor het eindexamen. Daarna studeerde hij theologie aan de Leidse universiteit. Reeds in 1929 schreef hij een toneelspel, en in diezelfde tijd schreef hij over de latere naamkundige en hoogleraar Friese taal- en letterkunde Jelle Hindriks Brouwer (1900-1981). Zijn eerste dichtbundel verscheen in 1931. In 1935 vertaalde hij werk van Samuel Taylor Coleridge naar het Fries. Vanaf 1936 publiceerde hij in het Fries, en in het Frysk jierboek. Hij was bovendien betrokken bij de Kristlike Fryske Mienskip. Voorts verzamelde en publiceerde hij gedichten op muziek, 'voor het huisgezin'. Hij was Nederlands-Hervormd predikant van achtereenvolgens Oldeholtwolde (1935), vanaf 1938 te Lippenhuizen en vanaf 1942 van Schingen; in die laatste plaats overleed hij in 1944 na een ziekte op 34-jarige leeftijd, nadat hij nog in augustus van dat jaar was beroepen naar de gemeente Beers-Jelsum.
De Nieuwe encyclopedie van Fryslân beschrijft hem als een "lyrisch christelijk dichter en schrijver" en als mentor van Anne Wadman. Hij is een broer van de bibliothecaris Marten Koops Scholten (1904-1987) en daarmee een oom van Koop Scholten (1937).

### Eigen werk
- Menschengang. Symbolisch spel in 5 tafreelen . Leeuwarden, 1929.
- Om groter droom. Verzen. Middelburg, 1931.
- Liturgy for de bitinking fen it 1ste lustrum fen de "Rijzende kerk" yn Fryslân July 1935 (to Aldtsjerk). [Hardegarijp, 1935].
- Jiergong. Fersen. [Dokkum, 1936].
- De earste sneed in stikmannich wijingswirden en lieten. Utert, 1938.
- "Ut de mûle fen lytsen". Ps. 8:3a. Ferskes for de Sneinskoalle. Ljouwert, 1940 [Assen, 1942²].
- Hwet wol de "Kristlike Fryske Mienskip op frijsinnige grounslach"?. [Leeuwarden, ca. 1942].
- For de hjeldagen. Twadde bondel ferskes for de Sneinsskoalle en it húsgesin. Assen, 1947.
- Krystklanken. 25 bikende gesangen en lieten foar âld en jong yn fryske oersetting samle. Drachten, 1947.

### Vertaling
- Samuel Taylor Coleridge, De ballade fen d'ald-matroas. Ljouwert, 1935.